# Nagykanizsa
Nagykanizsa (pronúncia húngara: [ˈnɒckɒniʒɒ], ou apenas Kanizsa; Croata: Velika Kaniža/Velika Kanjiža, ou apenas Kaniža/Kanjiža; Alemão: Großkirchen, Groß-Kanizsa; Italiano: Canissa; Esloveno: Velika Kaniža; Em turco: Kanijeé) é uma cidade de tamanho médio no condado de Zala, no sudoeste da Hungria.
Encontra-se não muito longe do Lago Balaton, no ponto de encontro de cinco rotas. Por séculos, a cidade tem sido um elo de ligação. Mercadorias da Eslavônia eram transportadas para Graz via Nagykanizsa, e a cidade desempenhava um papel importante no comércio do mar adriático para a região alpina, Viena e Budapeste. 

## História
As ruínas romanas mais antigas da cidade foram descobertas na década de 1960. Mais tarde, durante a Idade Média, tornou-se uma das fortalezas mais importantes do Reino Húngaro. A fortaleza teve um papel significativo na linha de escudo do sul da Hungria, mantendo toda a Europa Ocidental a salvo dos ataques do Império Otomano.
O nome Kanizsa foi mencionado pela primeira vez em um documento em 1245. A família Kanizsai continuou a construir o castelo e construiu um castelo retangular com um quintal fechado em uma ilhota no rio Kanizsa. A cidade e o castelo estiveram no auge na primeira metade do século 16, quando Kanizsa se tornou um centro de comércio com a Itália e a Estíria.
Szigetvár e Kanizsa se tornaram os baluartes mais importantes do sul da Hungria. Em 1600, o exército turco ocupou o castelo. Este castelo foi o centro de um eialete otomano incluindo os sanjaks de Szigetvár, Kopan, Valpuva, Siklós, Nadaj e Beltinci até 1690 (veja Hungria otomana), quando a cidade foi invadida pelos exércitos dos Habsburgos.Em 1601, durante a Guerra Otomano-Habsburgo de 1593-1606, um cerco começou em 9 de setembro e terminou em 18 de novembro. As forças dos Habsburgos foram comandadas por Fernando, o Arquiduque da Áustria, e Tiryaki Hasan Pashá estava defendendo o castelo. Hasan Pasha venceu a luta contra o exército austríaco dez vezes maior com muitas manobras militares astutas e foi elevado ao posto de vizir.
No início do século XVIII , o dono do castelo mudou colonizadores alemães, croatas e sérvios para a cidade deserta. Um grupo étnico particularmente misto vivia em um subúrbio chamado Kiskanizsa. Depois que os turcos foram expulsos, a cidade perdeu seu significado estratégico, então o conselho de guerra de Viena demoliu o castelo em 1702.
Os negócios ganharam vida, o comércio voltou a ser importante e o artesanato desenvolveu-se significativamente. Em 1765, o ensino fundamental e médio foi iniciado pela ordem piarista apoiada por Lajos Batthyány, palatino da Hungria. A primeira escola de negócios da Transdanúbia foi aberta em Nagykanizsa e em 1895 foi transformada em uma faculdade.
Muitas pessoas que frequentaram suas escolas ficaram famosas: Benedek Virág, Pál Király, Ferenc Deák, Károly Kaán, Sándor Hevesi e Ferenc Mező, todos estudaram nos edifícios antigos das "almae matres" de Nagykanizsa.
Nagykanizsa iniciou uma nova fase de desenvolvimento em grande escala na década de 1860. A ferrovia conectando Nagykanizsa com Viena, Budapeste e Rijeka foi construída naquela época. Também houve rápido desenvolvimento na indústria. Esse desenvolvimento industrial e comercial resultou na fundação de bancos. Além dos quatro bancos locais, um banco austro-húngaro e um anglo-húngaro também abriram filiais na cidade. Linhas telefônicas foram estabelecidas e a cidade foi conectada com um sistema de longa distância em 1895. Ao mesmo tempo, um hospital com 70 leitos foi inaugurado.
Durante a Primeira Guerra Mundial, quartéis militares foram construídos na cidade. Isso exigiu a construção de uma rede municipal de água. Kanizsa se tornou uma cidade moderna; iniciou-se a construção do sistema de drenagem e pavimentação das ruas. A Primeira Guerra Mundial causou graves consequências. Kanizsa ficou isolada e perdeu seus mercados no sul e no oeste.
O petróleo ajudou a cidade a sobreviver. Após a exploração bem-sucedida pela empresa americana Eurogasco, a Hungarian-American Oil Inc. foi formada. Nagykanizsa se tornou o centro da indústria petrolífera húngara. Perto do final da Segunda Guerra Mundial, os campos de petróleo de Nagykanizsa foram os últimos remanescentes em mãos alemãs e, para proteger esses campos, a última ofensiva alemã da guerra, a Operação Spring Awakening, foi lançada. Isso falhou e a cidade logo caiu na ofensiva soviética de Nagykanizsa – Körmend.
A cerveja produzida na Cervejaria Kanizsa recuperou a fama de uma das melhores cervejas húngaras, ganhando destaque em cada vez mais competições internacionais - no início do século a cervejaria foi fechada porque a demanda por cerveja caiu drasticamente. Kanizsa Trend Ltd. cresceu fora da empresa, com seus produtos de móveis ganhando uma grande reputação em toda a Europa. A antecessora da atual Tungsram Plc, agora pertencente à General Electric, foi inaugurada em 1965. É agora uma das maiores fábricas de lâmpadas do mundo.
O Parque Károlyi, o Parque da Cidade e grandes praças como as praças Kossuth, Eötvös e Erzsébet foram ampliadas depois de 1962. Um lago para barcos foi formado, tornando-se um centro de recreação popular. Na década de 2010, Nagykanizsa atrai milhares de turistas odontológicos. 

## Educação

### Ensino médio
Batthyány Lajos High School

## Política
O atual prefeito de Nagykanizsa é László Balogh (Fidesz-KDNP).
A Assembleia Municipal local, eleita nas eleições municipais de 2019,é composta por 15 membros (1 prefeito, 10 membros individuais da ala e 4 membros da lista de compensação) divididos nesses partidos políticos e alianças:
| Partido | Partido              | Assentos | Atual Assembleia Municipal | Atual Assembleia Municipal | Atual Assembleia Municipal | Atual Assembleia Municipal | Atual Assembleia Municipal | Atual Assembleia Municipal | Atual Assembleia Municipal | Atual Assembleia Municipal |
| ------- | -------------------- | -------- | -------------------------- | -------------------------- | -------------------------- | -------------------------- | -------------------------- | -------------------------- | -------------------------- | -------------------------- |
|         | Coalizão de oposição | 8        |                            |                            |                            |                            |                            |                            |                            |                            |
|         | Fidesz-KDNP          | 7        | M                          |                            |                            |                            |                            |                            |                            |                            |

## Esporte
- Nagykanizsa FC, clube de futebol da associação

## Pessoas notáveis
- Kanijeli Siyavuş Paşa, Grande Vizir do Império Otomano
- Edmund Gutmann, conhecido atacadista húngaro-croata e industrial
- Elizabeth Jaranyi,sobrevivente e autora do Holocausto
- Leopold Wittelshöfer (1818- 1889), médico
- Ferenc Fejtő, jornalista e cientista político
- Kornél Dávid, jogador da NBA
- Lajos Balázsovits, ator húngaro
- Győző Zemplén, físico
- Ferenc Farkas, compositor
- Szabina Tálosi,jogadora de futebol
- Ferenc Mező,medalhista de ouro olímpico
- János Rózsás, escritor, sobrevivente de Gulag e mais tarde especialista
- Johann Schnitzler, laringologista judeu austríaco
- Gyula Wlassics, Ministro húngaro da Religião e da Educação entre 1895 e 1903

## Cidades gêmeas – cidades irmãs

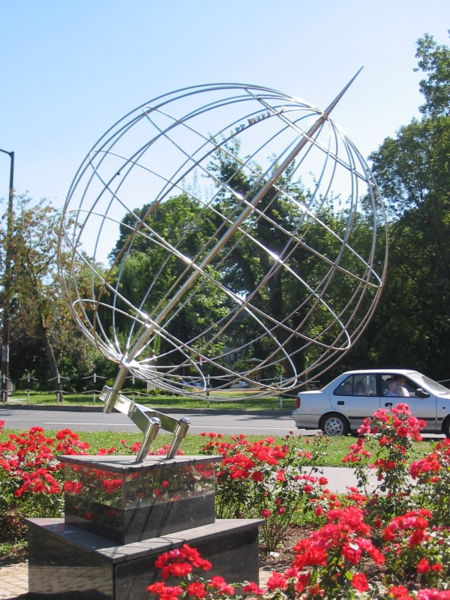
Monumento que assinala a passagem do meridiano 17 E em Nagykanizsa

Nagykanizsa é entrelaçada com:
- Acre
- Bihać
- Čakovec
- Covasna
- Gleisdorf
- Kanjiža
- Kazanluk
- Puchheim
- Salo
- Shijiazhuang
- Tolyatti

## Links
- «Sítio oficial» em húngaro